# Capitala World Tennis Championship 2009
Il Capitala World Tennis Championship 2009 è stato un torneo esibizione di tennis. 
È stata la prima edizione dell'evento che si è svolto ad Abu Dhabi, dal 1 al 3 gennaio 2009.
Si hanno partecipato 6 giocatori facenti parte della top ten. Il montepremi in palio per il vincitore era di 250.000 dollari. 
Il torneo si è giocato all'Abu Dhabi International Tennis Complex di Zayed Sports City ad Abu Dhabi negli Emirati Arabi Uniti. 
È servito come preparazione all'ATP World Tour che sarebbe iniziato il 5 gennaio 2009.

## Giocatori
1. Rafael Nadal - ATP No. 1
2. Roger Federer - ATP No. 2
3. Andy Murray - ATP No. 4
4. Nikolaj Davydenko - ATP No. 5
5. Andy Roddick - ATP No. 8
6. James Blake - ATP No. 10

## Campioni
Andy Murray ha battuto in finale  Rafael Nadal con il punteggio di 6–4, 5–7, 6–3